# Powiat Hindenburg O.S.
Powiat Zabrze (niem. Kreis Zabrze), od 21 lutego 1915 powiat Hindenburg O.S. (niem. Landkreis Hindenburg O.S.); pol. powiat zabrski – pruski powiat istniejący istniejący w latach 1873–1926.

## Historia
Powiat Zabrze powstał w 1873 roku z południowej części powiatu bytomskiego. Składał się początkowo z 16 gmin, a jego siedzibą było Stare Zabrze (Alt-Zabrze).
1 kwietnia 1905 zniesiono 3 gminy – Stare Zabrze (Alt-Zabrze), Małe Zabrze (Klein-Zabrze) i Dorota (Dorotheendorf), tworząc z nich wiejską gminę Zabrze. Powiat składał się odtąd z 14 gmin.
Podczas plebiscytu 20 marca 1921 głosowało wśród miejscowych za Polską 48,9%, za Niemcami 51,1%, oraz 9% emigrantów. Razem dało to 43% za Polską i 57% za Niemcami. Ostatecznie:
- Większą część powiatu zabrskiego – 9 gmin – otrzymała Polska w 1922 roku: Bielszowice (Bielschowitz), Bujaków (Bujakow), Chudów (Chudow), Kończyce (Kunzendorf), Makoszowy (Makoschau), Paniowy (Groß Paniow), Paniówki (Klein Paniow), Pawłów (Paulsdorf) i Ruda (Ruda); z obszaru tego, a także z przypadłego Polsce skrawka  powiatu toszecko-gliwickiego (Gierałtowice i Przyszowice), utworzono 22 czerwca 1922 powiat rudzki[2];
- Przy Niemczech pozostało 5 gmin – Biskupice (Biskupitz), Maciejów (Mathesdorf), Sośnica (Sosnitza), Zaborze (Zaborze) i Zabrze (Hindenburg O.S.); tej ostatniej nadano 1 października 1922 prawa miejskie[3].

W Niemczech, okrojony powiat zabrski przetrwał do końca 1926 roku. Składał się wtedy z 1 gminy miejskiej, 4 gmin wiejskich i 1 Gutsbezirk. 1 stycznia 1927 został zniesiony:
- do miasta Zabrza (Hindenburg O.S.) włączono gminy Biskupice (Biskupitz), Maciejów (Mathesdorf) i Zaborze, nadając równocześnie miastu status powiatu grodzkiego;
- gminę Sośnica (Sosnitza) włączono do Gliwic (Gleiwitz), stanowiących powiat grodzki od 1 kwietnia 1897.